# Bundesvision Song Contest 2014
De Bundesvision Song Contest 2014 was de tiende editie van de Bundesvision Song Contest. Het vond plaats in Göttingen, Nedersaksen, nadat Bosse het festival het voorgaande jaar won met So oder so. Het was de tweede keer in de geschiedenis dat het festival werd gewonnen door Nedersaksen, waardoor het, na in Hannover in 2008, voor de tweede maal werd georganiseerd in Nedersaksen.

## Uitslag
| Plaats | Staat                     | Taal  | Artiest                   | Lied                       | Punten |
| ------ | ------------------------- | ----- | ------------------------- | -------------------------- | ------ |
| 1      | Bremen                    | Duits | Revolverheld              | Lass uns gehen             | 180    |
| 2      | Rijnland-Palts            | Duits | Jupiter Jones             | Plötzlich hält die Welt an | 124    |
| 3      | Saksen-Anhalt             | Duits | Teesy                     | Keine Rosen                | 102    |
| 4      | Mecklenburg-Voor-Pommeren | Duits | Marteria                  | Mein Rostock               | 101    |
| 5      | Sleeswijk-Holstein        | Duits | Tonbandgerät              | Alles geht                 | 87     |
| 6      | Beieren                   | Duits | Andreas Bourani           | Auf anderen Wegen          | 81     |
| 7      | Baden-Württemberg         | Duits | Max Mutzke                | Charlotte                  | 58     |
| 8      | Noordrijn-Westfalen       | Duits | Maxim                     | Alles versucht             | 46     |
| 9      | Hessen                    | Duits | OK Kid                    | Unterwasserliebe           | 33     |
| 10     | Hamburg                   | Duits | Nico Suave feat. Flo Mega | Gedicht                    | 28     |
| 11     | Thüringen                 | Duits | Duerer                    | Was gestern war            | 25     |
| 12     | Berlijn                   | Duits | Miss Platnum              | Hüftgold Berlin            | 16     |
| 13     | Nedersaksen               | Duits | Sierra Kidd               | 20.000 Rosen               | 15     |
| 14     | Saarland                  | Duits | Inglebirds                | Getti                      | 12     |
| 15     | Brandenburg               | Duits | Kitty Kat                 | Hochhaus                   | 10     |
| 15     | Saksen                    | Duits | Sebastian Hackel          | Warum sie lacht            | 10     |

## Terugkerende artiesten
| Deelstaat                 | Artiest         | Eerdere deelname               |
| ------------------------- | --------------- | ------------------------------ |
| Beieren                   | Andreas Bourani | Beieren 2011                   |
| Bremen                    | Revolverheld    | Bremen 2006                    |
| Mecklenburg-Voor-Pommeren | Marteria        | Mecklenburg-Voor-Pommeren 2009 |
| Rijnland-Palts            | Jupiter Jones   | Rijnland-Palts 2011            |

2005 · 2006 · 2007 · 2008 · 2009 · 2010 · 2011 · 2012 · 2013 · 2014 · 2015
Baden-Württemberg · Beieren · Berlijn · Brandenburg · Bremen · Hamburg · Hessen · Mecklenburg-Voor-Pommeren · Nedersaksen · Noordrijn-Westfalen · Rijnland-Palts · Saarland · Saksen · Saksen-Anhalt · Sleeswijk-Holstein · Thüringen